# 丸岡雅子
丸岡 雅子（まるおか みやこ、1996年2月8日 - ）は、日本の女優。LeyLineGroup所属。

## 生い立ち
東京都出身。大学3年で芸能活動を始め、SHOWROOMやPocochaなどでライブ配信をしながら女優としても活動している。
特技はアクロバットで、バク転、バク宙も出来る